# Estnische Badmintonmeisterschaft 1967
Die Estnische Badmintonmeisterschaft 1967 war die 3. Austragung der Titelkämpfe.

## Medaillengewinner
| Disziplin    | Gold                               | Silber                                   | Bronze                                   |
| ------------ | ---------------------------------- | ---------------------------------------- | ---------------------------------------- |
| Herreneinzel | Jaak Nuuter, Tallinn               | Jüri Tarto, Tallinn                      | Heino Aunin, Tartu                       |
| Dameneinzel  | Reet Valgmaa, Tartu                | Skaidrite Nurges, Tallinn                | Malle Mõistlik, Tallinn                  |
| Herrendoppel | Jaak Nuuter Toomas Sander, Tallinn | Riho Enno Raivo Kristianson, Tallinn     | Ülo Nurges Heino Aunin, Tallinn / Tartu  |
| Damendoppel  | Reet Valgmaa Riina Valgmaa, Tartu  | Skaidrite Nurges Malle Mõistlik, Tallinn | Tiina Gens Ülle Kassmann, Tartu          |
| Mixed        | Heino Aunin Reet Valgmaa, Tartu    | Riho Enno Riina Valgmaa, Tallinn / Tartu | Raivo Kristianson Krista Sander, Tallinn |